# Heterophasia desgodinsi
La sibia cabecinegra (Heterophasia desgodinsi) es una especie de ave paseriforme de la familia Leiothrichidae propia del sureste de Asia.

## Distribución y hábitat
Se encuentra en el sur de China, Laos y Vietnam. Su hábitat natural son los bosques húmedos tropicales y subtropicales de montaña.